# Танами
Танами е 3-тата по големина пустиня в Австралия.
Намира се в Северна Австралия в Северната територия. Има площ от 184 500 кв. км (2,4% от континентална Австралия). В нея живеят няколко застрашени животински вида на Австралия: няколко вида мишки и птици (сокол, патица). В пустинята живеят аборигени.